# تپه حوض خرگوش ۱
تپه حوض خرگوش ۱ مربوط به دوره اشکانیان - دوره ساسانیان است و در شهرستان جاجرم، بخش مرکزی، شهر گرمه جاجرم واقع شده و این اثر در تاریخ ۲۸ شهریور ۱۳۸۶ با شمارهٔ ثبت ۱۹۷۰۲ به‌عنوان یکی از آثار ملی ایران به ثبت رسیده‌است.